# Gonatopsis okutanii
Gonatopsis okutanii är en bläckfiskart som beskrevs av Nesis 1972. Gonatopsis okutanii ingår i släktet Gonatopsis och familjen Gonatidae. Inga underarter finns listade i Catalogue of Life.